# Magland
Magland ist eine französische Gemeinde mit 3242 Einwohnern (Stand 1. Januar 2022) im Département Haute-Savoie in der Region Auvergne-Rhône-Alpes.
Nachbargemeinden von Magland sind Sallanches im Süden, Nancy-sur-Cluses im Nordwesten.
Die Gemeinde besitzt einen Bahnhof an der Bahnstrecke La Roche-sur-Foron–Saint-Gervais.

## Bevölkerungsentwicklung
| Jahr                       | 1962 | 1968 | 1975 | 1982 | 1990 | 1999 | 2009 | 2019 |
| -------------------------- | ---- | ---- | ---- | ---- | ---- | ---- | ---- | ---- |
| Einwohner                  | 2018 | 2168 | 2232 | 2630 | 2861 | 2801 | 3086 | 3240 |
| Quellen: Cassini und INSEE |      |      |      |      |      |      |      |      |

## Politik

### Bürgermeister
Seit 2020 ist der unabhängige Johann Ravailler Bürgermeister von Magland. Die Amtszeit endet 2026. Sein Vorgänger war René Pouchot (DVD).

### Wappen
Blasonierung: „Schräggeteilt von Blau und Rot durch einen silbernen Schrägbalken, oben ein goldenes Fleckenzeichen aus Vierkopfschaft, Mittelsprosse und Kreisfuß, unten drei gestürzte goldene Eicheln (1:2).“

### Gemeindepartnerschaft
Eine Partnerschaft besteht mit der italienischen Gemeinde Barzio in der Lombardei.

## Sehenswürdigkeiten
- Kirche St. Maurice, klassizistische Architektur des 19. Jahrhunderts[1]
- Turm von Bellegarde
- La Maison Forte De Loche
- Der Wasserfall von Orlier
- Der Wasserfall von Arpenaz
- Die Felswände von Magland

## Nachweise
1. ↑  Les Cloches Savoyardes: Magland – Église Saint-Maurice (französisch)